# Kapisillit
 Denne artikel bør gennemlæses af en person med fagkendskab for at sikre den faglige korrekthed.
    ⇒ Bl.a. oplysningerne i infoboksen

Kapisillit (grønlandsk for ”laksene”) er en bygd med 52 indb. (2020) i Vestgrønland, beliggende ved en forgrening af Godthåbsfjorden, ca. 75 km øst for Nuuk i den tidligere Nuuk Kommune nuværende Kommuneqarfik Sermersooq. Position:64°26′10″N 50°16′10″W. Der bor ca. 52 indbyggere i bygden, der hovedsagelig ernærer sig ved fangst, fiskeri og turisme. Bygden har egen skole, kommunekontor, posthus og kirke og købmand og servicehus, hvor man kan tage bad og vaske tøj, og har også en kiosk. Kapisillit er Grønlands eneste gydeplads for laks, deraf navnet. Der er 7 søer forbundet med en elv op mod indlandsisen. Der ses en gang imellem isbjørne ved bygden. Kapisillit er et af de steder med flest torsk.
Bygdens børn bliver undervist i Kapisillit Atuarfiat, der havde 3 elever og 2 lærere 2011. De tilbyder undervisning fra 1. til 7. klasse. I Kapisillit Atuarfiat og på skolen ASK i Nuuk er der indstalleret moderne teknologi, så der på nuværende tidspunkt er fjernundervisning af eleverne, som varetages af to lærere i Nuuk. I 8. til 10. klassetrin får eleverne undervisning i Nuuk.
Brødrene Jakob og Abia Jakobsen flyttede i 1927 til dette sted. Det viste sig hurtig, at stedet var velegnet til fiskeri og 1937 blev Kapisillit et udsted. I de følgende årtier bestod produktionen overvejende af saltfisk, torsk, men også af hellefisk og laks.
I 1953 oprettede Kgl. Grønlandske Handel en opdrætsstation for tamme rensdyr nær ved Kapisillit. Rensdyrene blev indført fra Norge og blev passet af samer, som bosatte sig her; nogle af deres efterkommere bor fortsat i bygden.
Bygden er i nutiden udflugtsmål for Nuuks befolkning, som især kommer for at fiske i Grønlands eneste lakseelv. Flere af bygdens boliger bruges som fritidshuse.
Tre km nordvest for bygden ligger fårefarmen Neriunaq og ni km mod sydvest fårefarmen Itinnera.
| - Befolkningsudviklingen 1991-2010 |